# Saint-Gratien-Savigny
Saint-Gratien-Savigny település Franciaországban, Nièvre megyében. Lakosainak száma 115 fő (2022. január 1.). Saint-Gratien-Savigny Montigny-sur-Canne, Cercy-la-Tour, Diennes-Aubigny, Isenay és Thaix községekkel határos.

## Népesség
A település népessége az elmúlt években az alábbi módon változott:
| Lakosok száma | 110  | 111  | 114  | 113  | 114  | 116  | 115  | 115  | 115  |
|               | 2013 | 2015 | 2016 | 2017 | 2018 | 2019 | 2020 | 2021 | 2022 |